# Marcos Rojo
Faustino Marcos Alberto Rojo, född 20 mars 1990 i La Plata, Argentina, är en argentinsk fotbollsspelare som spelar för Boca Juniors. Han spelar också för Argentinas landslag.

## Karriär
Den 30 januari 2020 lånades Rojo ut till Estudiantes LP på ett låneavtal över resten av säsongen 2019/2020.

## Meriter
Estudiantes
- Copa Libertadores: 2009
- Primera División de Argentina: 2010

Manchester United
- FA-cupen: 2015/2016
- Engelska Ligacupen: 2016/2017
- FA Community Shield: 2016
- Uefa Europa League: 2016/2017